# Fever (album de Bullet for My Valentine)
Pour les articles homonymes, voir Fever.
Albums de Bullet for My Valentine
Scream Aim Fire
(2008) Temper Temper
(2013)
Singles
1. Your Betrayal
2. The Last Fight
3. Bittersweet Memories

Fever est le troisième album studio du groupe de metalcore gallois Bullet for My Valentine. Avec un total de onze pistes, l'album est commercialisé les 26 et 27 avril 2010 au Royaume-Uni et aux États-Unis, respectivement. L'album s'est vendu à 71 000 exemplaires aux États-Unis, et 21 965 au Royaume-Uni dès sa première semaine après parution, et atteint la troisième place du The Billboard 200 et la première dans le classement rock et alternatif de Billboard,,. Depuis sa parution, Fever s'est vendu à plus de 500 000 exemplaires à travers le monde,,,. La pochette présente une femme aux pinces de crabe, située dans un décor plutôt sinistre.

## Production
Début 2009, près d'un an après le second album studio produit par Bullet for My Valentine, Scream Aim Fire, le groupe démarre l'écriture d'un nouvel album avec du nouveau matériel. Dans une entrevue effectuée en mars 2009 avec Metal Hammer, Matthew Tuck explique son implication dans les écrits des paroles de leur album précédent après l'achèvement des compositions instrumentales par le groupe ; mais, pour Fever, Tuck s'est occupé à la fois des paroles et des instruments. Bullet for My Valentine entre en studio en avril 2009 aux côtés du producteur Don Gilmore (mieux connu pour ses travaux avec Linkin Park et Good Charlotte) à Monmouth, et annulent leur date de tournée en Afrique du Sud pour achever l'enregistrement. L'album fait une pause à mi-2009 pour participer au Mayhem Festival 2009. Au Mayhem Festival, Bullet for My Valentine présente une nouvelle chanson,. La tournée achevée, le groupe revient en studio pour finir Fever. L'enregistrement prend fin en décembre 2009, et Gilmore grave l'album à Malibu (Californie).

## Parution et promotion
Le 14 février 2010, le groupe présente une nouvelle piste Begging for Mercy, comme contenu téléchargeable gratuit sur le site Internet officiel pendant une courte période. Le premier single de l'album, Your Betrayal, devait être diffusé aux États-Unis le 8 mars 2010 à la radio ; et a été diffusé d'une manière inattendue, en téléchargement payant sur iTunes avec la piste Begging for Mercy le 2 mars 2010. Le second single, The Last Fight, est diffusé au Royaume-Uni le 19 avril 2010 à la radio et sous forme vinyle le 17 avril 2010 en version limitée avec Begging for Mercy sur la face B.
Le 24 février 2010, Bullet for My Valentine part pour Los Angeles pour y tourner quelques vidéoclips : Un avec la piste Your Betrayal (diffusé le 12 avril 2010), et un autre avec la piste The Last Fight (diffusé le 12 mars 2010). Le réalisateur Paul R. Brown (mieux connu pour ses travaux avec Slipknot et Korn) a effectué les deux tournages,.

## Liste des pistes
| No  | Titre                          | Durée |
| --- | ------------------------------ | ----- |
| 1.  | Your Betrayal                  | 4:52  |
| 2.  | Fever                          | 3:56  |
| 3.  | The Last Fight                 | 4:18  |
| 4.  | A Place Where You Belong       | 5:06  |
| 5.  | Pleasure and Pain              | 3:52  |
| 6.  | Alone                          | 5:55  |
| 7.  | Breaking Out Breaking Down     | 4:03  |
| 8.  | Bittersweet Memories           | 5:07  |
| 9.  | Dignity                        | 4:27  |
| 10. | Begging For Mercy              | 3:55  |
| 11. | Pretty On The Outside          | 3:54  |
| 12. | The Last Fight (version piano) | 4:38  |